# 1897
| 1897                                                         |
| ------------------------------------------------------------ |
| Dødsfald - Fødsler                                           |
| • Begivenheder • Film • Litteratur • Musik • Politik • Sport |

| Gregoriansk kalender | 1897 MDCCCXCVII         |
| Ab urbe condita      | 2650                    |
| Armensk kalender     | 1346 ԹՎ ՌՅԽԶ            |
| Kinesiske kalender   | 4593 – 4594 丙申 – 丁酉 |
| Etiopisk kalender    | 1889 – 1890             |
| Jødisk kalender      | 5657 – 5658             |
| Hindukalendere       |                         |
| - Vikram Samvat      | 1952 – 1953             |
| - Shaka Samvat       | 1819 – 1820             |
| - Kali Yuga          | 4998 – 4999             |
| Iransk kalender      | 1275 – 1276             |
| Islamisk kalender    | 1315 – 1316             |

Konge i Danmark: Christian 9. 1863-1906
Se også 1897 (tal)

## Begivenheder

### Februar
- 14. februar – Græske tropper angriber Kreta

### Marts
- 21. marts – Stormagterne griber ind i krigen på Kreta og etablerer en selvstyreregering på øen
- 27. marts - H.N. Andersen stifter ØK

### April
- 17. april – den græsk-tyrkiske krig bryder officielt ud
- 19. april - Boston Marathon i USA løbes for første gang. Det er det ældste, endnu eksisterende, maratonløb
- 30. april - Joseph John Thomson beretter i the Royal Institution Friday Evening Discourse om eksistensen af elektronen. For første gang har man fundet en partikel mindre end et atom

### Maj
- 20. maj – Våbenstilstand på Kreta.
- 24. maj – Ministeriet Reedtz-Thott afløses af ministeriet HørringTogulykken ved Gentofte station 11. juli 1897

### Juni
- 9. juni - Japan protesterer over, at USA overtager Hawaii

### Juli
- 11. juli – Gentofte-ulykken (jernbaneulykke)her flyver svenskeren Salomon August Andrée afsted i luftballon d. 11. juli
- 11. juli - Svenskeren Salomon August Andrée forlader Spitsbergen i ballon med Nordpolen som mål, men havarerer senere og omkommer under forsøget
- 17. juli - Klondike-guldeventyret begynder, da nyheder om guldfund når Seattle

### August
- 2. august -  Østerport Station bliver taget i brug

### September
- 19. september - Verdens største oceanliner, Norddeutscher Lloyds Kaiser Wilhelm der Grosse, står ud på sin jomfrurejse fra Bremen til New York
- 26. september - Paul VI, pave i Rom 1963-1978 - død 1978

### Oktober
- 1. oktober – Korpset De Blå Gendarmer bliver nedlagt

### November
- 1. november – Fodboldklubben Juventus FC stiftes af nogle unge gymnasieelever i Torino. Heraf navnet "Juventus": ungdom på latin

### December
- 4. december – Freden i Istanbul mellem Grækenland og Tyrkiet.
- 18. december – Stormagterne erklærer Kreta for autonomt område

## Født
- 10. januar – Edvard Heiberg, dansk arkitekt (død 1958).
- 22. januar – Nis Petersen, dansk forfatter (død 1943).
- 28. januar – Hans W. Petersen, dansk skuespiller (død 1974).
- 4. februar – Ludwig Erhard, tysk bundeskansler (død 1977).
- 6. februar - Louis "Lepke" Buchalter, amerikansk gangster (død 1944).
- 25. februar – Erling Foss, dansk erhvervsmand (død 1982).
- 6. marts – Knudåge Riisager, dansk komponist (død 1974).
- 24. marts – Wilhelm Reich, østrigsk-amerikansk psykoterapeut (død 1957).
- 17. april – Harald Sæverud, norsk komponist (død 1992).
- 14. maj – Sidney Bechet, amerikansk, jazzmusiker: sopransaxofon og klarinet (død 1959).
- 18. maj – Frank Capra, amerikansk filminstruktør (død 1991).
- 29. maj - Erich Wolfgang Korngold, østerrigsk musiker (død 1957).
- 7. juni – Christian Eriksen, dansk skuespiller (død 1961).
- 29. august – Helge Rosvænge, dansk tenor.
- 25. september – William Faulkner, amerikansk forfatter.
- 29. oktober – Joseph Goebbels, nazistisk propagandaminister fra 1933 (død 1945).
- 29. oktober – Sigurd Langberg, dansk skuespiller (død 1954).
- 9. november – Arthur Jensen, dansk skuespiller. I 1970 bliver han hele Danmarks Meyer, da han dukker op som vicevært i TV-serien Huset på Christianshavn (død 1981).
- 7. december – Lazare Ponticelli, den sidste overlevende franske veteran fra Første Verdenskrig (død 2008).
- 12. december – Svend Olufsen, dansk ingeniør og grundlægger (død 1949).
- 31. december – Liva Weel, dansk skuespillerinde (død 1952).

## Dødsfald
- 9. marts – Sondre Norheim, norsk skipioner.
- 3. april – Johannes Brahms, tysk komponist og pianist.
- 10. april – Frederik Frans 3., storhertug af Mecklenburg-Schwerin
- 30. september – Thérèse af Lisieux, fransk nonne, forfatter og helgen.
- 29. oktober – Henry George – var en amerikansk journalist, økonom og filosof. Han er ophavsmanden til georgismen

## Film
- Kørsel med Grønlandske hunde – af Peter Elfelt